# Дехтярчук, Александр Владимирович
Алекснадр Владимирович Дехтярчук (укр. Олександр Володимирович Дехтярчук; род. 17 сентября 1971 года, Голычевка, Ровненская область) — украинский предприниматель и государственный деятель, депутат Верховной рады Украины VIII созыва (2014—2019).

## Биография
Родился 17 сентября 1971 года в селе Голычевка Корецкого района Ровенской области Украинской ССР.
Окончил исторический факультет Киевского национального университета.
В 1990 году был воспитатель группы продленного дня в Морозовской средней школе Корецкого района Ровенской области, с 1990 по 1992 год проходил службу в армии.
С 1992 по 1993 год работал учителем начальных классов Морозовской общеобразовательной школы Корецкого района Ровенской области, с 1993 по 2002 год был учителем средней образовательной школы № 6 в городе Дубно Ровенской области.
С 2002 по 2006 год был помощником-консультантом народного депутата Украины Виталия Цехмистренко.
С 2006 по 2014 год занимал должность председателя Дубенского районного совета.
На досрочных парламентских выборах 2014 года избран народным депутатом Верховной рады Украины VIII созыва по избирательному округу № 154 Ровенской области от партии «Блок Петра Порошенко», получил 21,01 % голосов среди 17 кандидатов. В парламенте 8 созыва являлся первым заместителем комитета по вопросам экологической политики, охраны природы и ликвидации последствий Чернобыльской катастрофы.
25 декабря 2018 года включён в список украинских физических лиц, против которых российским правительством введены санкции.